# My Funny Valentine
«My Funny Valentine» es una melodía del musical de 1937 de Richard Rodgers y Lorenz Hart, Babes in Arms, en el que fue presentada por la estrella adolescente Mitzi Green. La canción se convirtió en un popular estándar de jazz, apareciendo en más de 1300 álbumes interpretados por más de 600 artistas. Uno de ellos fue Chet Baker, para quien se convirtió en su canción insignia. En 2015, se anunció que el cuarteto de Gerry Mulligan con la versión de Chet Baker de la canción fueron incluido en el Registro Nacional de Grabaciones de la Biblioteca del Congreso por el “significado cultural, artístico y/o histórico de la canción para la sociedad estadounidense y el legado de audio de la nación”. Mulligan también grabó la canción con su Concert Jazz Band en 1960.

## Historia
Babes in Arms se estrenó en el Teatro Shubert en Broadway, en la ciudad de Nueva York el 14 de abril de 1937 y tuvo 289 funciones. En la obra original, un personaje llamado Billie Smith (interpretado por Mitzi Green) canta la canción a Valentine “Val” LaMar (interpretado por Ray Heatherton). El nombre del personaje se cambió para que coincida con la letra de esta canción. 
En la canción, Billie describe las características de Valentine en términos despectivos y poco halagadores (en un momento Billie describe la apariencia de Valentine como “risible”, de acuerdo con el título), pero finalmente afirma que él la hace sonreír y que ella no quiere que él cambié. La descripción de Valentine coincidía con las propias inseguridades y la creencia de Lorenz Hart de que era demasiado bajo y feo para ser amado. (La letra es lo suficientemente neutra en cuanto al género como para permitir que la canción se cante sobre una persona de cualquier género, y una gran proporción de las versiones de la canción han sido hechas por hombres que describen a una mujer hipotética).

## Posicionamiento

### Versión de Hal McIntyre
| Gráfica (1945)                     | Pico de posición |
| ---------------------------------- | ---------------- |
| Estados Unidos (Billboard Hot 100) | 16               |